# Эльберт, Александр Павлович
Алекса́ндр Па́влович Э́льберт (1902—1944) — советский оператор-документалист, фронтовой кинооператор. Лауреат Сталинской премии первой степени (1942).

## Биография
Родился в 1902 году в Москве в еврейской семье, по другим данным — в Баку. Работал в Центральном педиатрическом институте. В 1932 году окончил 4 курса операторского факультета Государственного института кинематографии и был принят оператором на «Союзкинохронику» (c 1933 года — Московская студия кинохроники).
В первые же дни Великой Отечественной войны добровольцем пополнил ряды РККА в звании офицера. С июля 1941 года — оператор киногруппы Западного фронта, с 1943-го — военный оператор Политуправления 1-го Украинского фронта.
 Кандидат в члены ВКП(б) Эльберт погиб 7 сентября 1944 года в бою на территории Польши. Из наградного листа капитана Эльберта А. П. (орфография сохранена полностью):

Работая с кино-аппаратом на переднем крае показывал образцы смелой и мужественной работы военного корреспондента.
В последней операции по прорыву немецкой линии обороны в районе Кросно капитан ЭЛЬБЕРТ, вместе с пехотными частями продвигался вперёд находясь в головном отряде. Во время боя тов. ЭЛЬБЕРТ под непрерывным огнём противника оказывал помощь раненым бойцам и офицерам, вынося их с поля боя. Ему было предложено выехать на машине, но он остался до конца боя и погиб как герой.
— Начальник Политического управления 1 Украинского фронта генерал-лейтенант С. Шатилов, 15.09.1944
Похоронен на Холме славы во Львове.

## Фильмография
- 1941

- Союзкиножурнал № 104
- На защиту родной Москвы № 1
- На защиту родной Москвы № 3
- На защиту родной Москвы № 4
- XXIV Октябрь (Военный парад на Красной площади 7 ноября 1941 года)
- XXIV Октябрь. Речь И. В. Сталина
- Военнопленные
- Работа полевой почты и суд над предателями
- Угон скота

- 1942

- 1-е мая в Н-ском полку
- Американские танки (Западный фронт, 10 октября 1942 г. Испытание американских танков в танковых бригаде Крюмина)
- Битва под Москвой (1941—1942)
- В частях генерала Говорова (совм. с В. Цеслюком)
- Выпуск курсов младших политруков в части генерала Л. А. Говорова (совм. с В. Цеслюком)
- Город Боровск
- Награждение на фронте и в воинских частях (совм. с группой операторов)
- Передача самолётов «Торговый работник» (6 ноября 1942 г. Митинг на аэродроме, посвященный передаче Н-ской авиационной части 10 самолётов, построенных на средства работников торговли) (совм. с А. Щекутьевым)
- Разгром немецких войск под Москвой (совм. с группой операторов)
- Союзкиножурнал № 1
- Союзкиножурнал № 2
- Союзкиножурнал № 9
- Союзкиножурнал № 15
- Союзкиножурнал № 23
- Союзкиножурнал № 33
- Союзкиножурнал № 35
- Союзкиножурнал № 39
- Союзкиножурнал № 47

- 1943

- Вручение гвардейского Знамени (совм. с В. Цеслюком)
- Гжатск (Западный фронт, г. Гжатск, 6 марта 1943 г.) (совм. с Р. Карменом)
- Зверства в Сычёвке, Ржеве, Гжатске, Вязьме (совм. с Р. Карменом, А. Кросно)
- Народные мстители (совм. с группой операторов)
- Своя пушка
- Союзкиножурнал № 11 — 12
- Союзкиножурнал № 17
- Союзкиножурнал № 18 — 19
- Союзкиножурнал № 22
- Союзкиножурнал № 57
- Союзкиножурнал № 64

- 1944

- В чехословацком корпусе
- Вручение орденов отдельной чехословацкой бригаде в СССР
- Годовщина Манинской трагедии (1-й Украинский фронт, июнь, 1944 г. Похороны в деревне Манин жителей, зверски замученных немецкими оккупантами)
- Похороны генерал-полковника Н. Ф. Ватутина (съёмки в Киеве) (совм. с группой операторов)
- Похороны М. В. Октябрьской (20 марта 1944 г. Похоронная процессия по улицам разрушенного Смоленска)
- Танкисты гвардии полковника Степанова (1-й Украинский фронт, 24 апреля 1944 года. Танковая атака на поле боя) (совм. с Т. Бунимовичем)

## Награды и премии
- Сталинская премия первой степени (1942) — за участие в съёмках фильма «Разгром немецких войск под Москвой»[7]
- орден Отечественной войны I степени (27.09.1944 — посмертно)

## Память
- Имя Александра Эльберта выбито на мраморной доске «Вечная слава павшим за Родину» — в числе 43-х не вернувшихся с фронтов Великой Отечественной войны работников ЦСДФ. Доска находилась на здании студии в Лиховом переулке до 2005 года. В связи с передачей последнего в собственность РПЦ ныне находится в Доме ветеранов кино в Матвеевском[2].
- Снятые А. П. Эльбертом военные кадры были использованы в документальном фильме Ростовской-на-Дону студия кинохроники «Шолохов с нами» (1985)[8].